# Fletcher Cox
Fletcher Cox (Yazoo City, Misisipi, Estados Unidos; 13 de diciembre de 1990) es un exjugador profesional de fútbol americano estadounidense. Jugaba en la posición de defensive tackle y desarrolló toda su carrera en los Philadelphia Eagles de la National Football League (NFL).

## Biografía
Cox asistió a Yazoo City High School en Yazoo City, Misisipi, donde practicó fútbol americano, baloncesto y atletismo.

## Carrera

### Universidad
Tras su paso el instituto, Cox se graduó en Mississippi State, donde jugó tres temporadas para los Bulldogs.

### NFL

#### Philadelphia Eagles
Cox fue seleccionado por los Philadelphia Eagles en la primera ronda (puesto 12) del draft de 2012. El 18 de junio de 2012, Cox firmó un contrato por cuatro años.
El 13 de junio de 2016, Cox renovó su contrato seis años más, a razón de $103 millones con $63 millones garantizados.
Con los Eagles, Cox ha ganado 3 títulos de división (2013, 2017 y 2019). En 2018, los Eagles ganaron el Super Bowl LII ante los New England Patriots por 41-33.
El 6 de abril de 2020, Cox fue anunciado como uno de los cuatro defensive tackles del equipo All-Decade de la década de 2010-2019, junto a Aaron Donald, Geno Atkins y Ndamukong Suh.

## Estadísticas generales
|  | Seleccionado al Pro Bowl |

| Año   | Equipo | Juegos | Juegos | Tacleadas | Tacleadas | Tacleadas | Tacleadas | Intercepciones | Intercepciones | Intercepciones | Intercepciones | Intercepciones | Intercepciones | Balones sueltos | Balones sueltos |
| Año   | Equipo | GP     | GS     | Comb      | Total     | Ast       | Sck       | PDef           | Int            | Yds            | Avg            | Lng            | TDs            | FF              | FR              |
| ----- | ------ | ------ | ------ | --------- | --------- | --------- | --------- | -------------- | -------------- | -------------- | -------------- | -------------- | -------------- | --------------- | --------------- |
| 2012  | PHI    | 15     | 9      | 39        | 32        | 7         | 5.5       | 3              | --             | --             | --             | --             | --             | 1               | 0               |
| 2013  | PHI    | 16     | 16     | 41        | 29        | 12        | 3.0       | 1              | --             | --             | --             | --             | --             | 0               | 1               |
| 2014  | PHI    | 16     | 16     | 61        | 48        | 13        | 4.0       | 0              | --             | --             | --             | --             | --             | 1               | 3               |
| 2015  | PHI    | 16     | 16     | 71        | 50        | 21        | 9.5       | 2              | --             | --             | --             | --             | --             | 3               | 2               |
| 2016  | PHI    | 16     | 16     | 43        | 27        | 16        | 6.5       | 2              | --             | --             | --             | --             | --             | 1               | 1               |
| 2017  | PHI    | 14     | 14     | 26        | 15        | 11        | 5.5       | 2              | --             | --             | --             | --             | --             | 1               | 2               |
| 2018  | PHI    | 16     | 16     | 46        | 33        | 13        | 10.5      | 1              | --             | --             | --             | --             | --             | 1               | 1               |
| 2019  | PHI    | 16     | 16     | 40        | 26        | 14        | 3.5       | 2              | --             | --             | --             | --             | --             | 3               | 1               |
| 2020  | PHI    | 15     | 15     | 41        | 28        | 13        | 6.5       | 1              | --             | --             | --             | --             | --             | 1               | 0               |
| Total | Total  | 140    | 134    | 408       | 288       | 120       | 54.5      | 14             | --             | --             | --             | --             | --             | 12              | 11              |

Fuente: Pro-Football-Reference.com